# منتخب مقدونيا الشمالية لكرة القدم للسيدات
منتخب مقدونيا الشمالية لكرة القدم للسيدات هو ممثل مقدونيا الشمالية الرسمي في المنافسات الدولية في كرة القدم في فئة كرة القدم للسيدات.

## سجل كأس العالم
| كأس العالم لكرة القدم record | كأس العالم لكرة القدم record | كأس العالم لكرة القدم record | كأس العالم لكرة القدم record | كأس العالم لكرة القدم record | كأس العالم لكرة القدم record | كأس العالم لكرة القدم record | كأس العالم لكرة القدم record | كأس العالم لكرة القدم record | كأس العالم لكرة القدم record | كأس العالم لكرة القدم record | كأس العالم لكرة القدم record | كأس العالم لكرة القدم record | كأس العالم لكرة القدم record | كأس العالم لكرة القدم record | كأس العالم لكرة القدم record | كأس العالم لكرة القدم record | كأس العالم لكرة القدم record | كأس العالم لكرة القدم record | كأس العالم لكرة القدم record | كأس العالم لكرة القدم record | كأس العالم لكرة القدم record |
| Edition                      | النهائي tournament record    | النهائي tournament record    | النهائي tournament record    | النهائي tournament record    | النهائي tournament record    | النهائي tournament record    | النهائي tournament record    | النهائي tournament record    |                              | التصفيات record              | التصفيات record              | التصفيات record              | التصفيات record              | التصفيات record              | التصفيات record              | التصفيات record              |                              |                              |                              |                              |                              |
| Edition                      | النتيجة                      | Pos.                         | Pld.                         | فاز                          | تعادل *                      | خسر                          | له                           | عليه                         |                              | النتيجة                      | Pld.                         | فاز                          | تعادل                        | خسر                          | له                           | عليه                         |                              |                              |                              |                              |                              |
| ---------------------------- | ---------------------------- | ---------------------------- | ---------------------------- | ---------------------------- | ---------------------------- | ---------------------------- | ---------------------------- | ---------------------------- | ---------------------------- | ---------------------------- | ---------------------------- | ---------------------------- | ---------------------------- | ---------------------------- | ---------------------------- | ---------------------------- | ---------------------------- | ---------------------------- | ---------------------------- | ---------------------------- | ---------------------------- |
| 1991                         | لم يشارك                     | لم يشارك                     | لم يشارك                     | لم يشارك                     | لم يشارك                     | لم يشارك                     | لم يشارك                     | لم يشارك                     | لم يشارك                     | لم يشارك                     | لم يشارك                     | لم يشارك                     | لم يشارك                     | لم يشارك                     | لم يشارك                     | لم يشارك                     | لم يشارك                     | لم يشارك                     | لم يشارك                     | لم يشارك                     |                              |
| 1995                         | لم يشارك                     | لم يشارك                     | لم يشارك                     | لم يشارك                     | لم يشارك                     | لم يشارك                     | لم يشارك                     | لم يشارك                     | لم يشارك                     | لم يشارك                     | لم يشارك                     | لم يشارك                     | لم يشارك                     | لم يشارك                     | لم يشارك                     | لم يشارك                     | لم يشارك                     | لم يشارك                     | لم يشارك                     | لم يشارك                     |                              |
| 1999                         | لم يشارك                     | لم يشارك                     | لم يشارك                     | لم يشارك                     | لم يشارك                     | لم يشارك                     | لم يشارك                     | لم يشارك                     | لم يشارك                     | لم يشارك                     | لم يشارك                     | لم يشارك                     | لم يشارك                     | لم يشارك                     | لم يشارك                     | لم يشارك                     | لم يشارك                     | لم يشارك                     | لم يشارك                     | لم يشارك                     |                              |
| 2003                         | لم يشارك                     | لم يشارك                     | لم يشارك                     | لم يشارك                     | لم يشارك                     | لم يشارك                     | لم يشارك                     | لم يشارك                     | لم يشارك                     | لم يشارك                     | لم يشارك                     | لم يشارك                     | لم يشارك                     | لم يشارك                     | لم يشارك                     | لم يشارك                     | لم يشارك                     | لم يشارك                     | لم يشارك                     | لم يشارك                     |                              |
| 2007                         | لم يشارك                     | لم يشارك                     | لم يشارك                     | لم يشارك                     | لم يشارك                     | لم يشارك                     | لم يشارك                     | لم يشارك                     | لم يشارك                     | لم يشارك                     | لم يشارك                     | لم يشارك                     | لم يشارك                     | لم يشارك                     | لم يشارك                     | لم يشارك                     | لم يشارك                     | لم يشارك                     | لم يشارك                     | لم يشارك                     |                              |
| 2011                         | لم يتأهل                     | لم يتأهل                     | لم يتأهل                     | لم يتأهل                     | لم يتأهل                     | لم يتأهل                     | لم يتأهل                     | لم يتأهل                     |                              | Main Stage                   | 8                            | 0                            | 0                            | 8                            | 3                            | 68                           |                              |                              |                              |                              |                              |
| 2015                         | لم يتأهل                     | لم يتأهل                     | لم يتأهل                     | لم يتأهل                     | لم يتأهل                     | لم يتأهل                     | لم يتأهل                     | لم يتأهل                     |                              | Main Stage                   | 10                           | 0                            | 1                            | 9                            | 6                            | 74                           |                              |                              |                              |                              |                              |
| 2019                         | لم يشارك                     | لم يشارك                     | لم يشارك                     | لم يشارك                     | لم يشارك                     | لم يشارك                     | لم يشارك                     | لم يشارك                     | لم يشارك                     | لم يشارك                     | لم يشارك                     | لم يشارك                     | لم يشارك                     | لم يشارك                     | لم يشارك                     | لم يشارك                     | لم يشارك                     | لم يشارك                     | لم يشارك                     | لم يشارك                     |                              |
| Overall                      | 0 / 8                        | —                            | —                            | —                            | —                            | —                            | —                            | —                            |                              |                              | 18                           | 0                            | 1                            | 17                           | 9                            | 142                          |                              |                              |                              |                              |                              |

*تشمل التعادلات مباريات خروج المغلوب التي تم تحديدها في ركلات الجزاء.